# Mídias sociais e mobilização social
Mídias sociais e democracia abrange uma séries de estudos e usos da relação entre as plataformas de mídias sociais e os processos e atividades políticas e suas implicações no seguimento e desenvolvimento democrático.
A internet e as redes sociais têm criado canais de comunicações que desempenham um papel fundamental na criação e circulação de opiniões e notícias, permitindo a mudança não só das mensagens circulantes, mas também dos valores e das dinâmicas nos conflitos políticos. Através dessas novas relações, conflitos globais, políticas internacionais e políticas diplomáticas extremas ao redor do mundo tem se tornado cada vez menos privada e mais vulnerável à percepção e julgamento do público em geral. 
As mídias sociais permitem que qualquer indivíduo com acesso a internet torne-se um criador de conteúdo, dando oportunidade e voz a parcelas tradicionalmente desatendidas pelo discurso político vigente tornando-os capazes de melhor divulgarem suas ideias e organizar suas ações. A facilidade de acesso e disseminação de informação gerada pelo baixo custo e poder de difusão desses meios de comunicação rivalizam frontalmente com os tradicionais meios de comunicação, geralmente organizados de maneira top-down (de cima para baixo) com altos custos e obstáculos de acesso.
A dimensão das mídias sociais dialoga bastante com a democracia virtual quando a questão inicial “o que a internet pode fazer pela democracia” passa a ser substituída por perguntas sobre como os diferentes meios, canais e ferramentas digitais que compõem a internet podem ser utilizados por indivíduos, organizações e instituições para fins políticos ou para incrementar valores democráticos.

## Engajamento político nas redes sociais
O uso das mídias sociais tem crescido nas últimas décadas, fazendo com o que essas plataformas se tornem fóruns de debates e discursos políticos e espaços para o engajamento em atividades político-sociais.
O movimento Black lives Matter (BLM), por exemplo, surgiu com o uso da hashtag #BlackLivesMatter em 2013 em protesto contra a absolvição de George Zimmerman no assassinato do jovem negro Trayvon Martin. A hashtag se espalhou rapidamente pelas redes e cresceu tomando as ruas finalmente em 2014 na cidade de Ferguson no Missouri em protesto contra o assassinato dessa vez do jovem Michael Brown. O movimento mais tarde se organizou de maneira a se tornar um movimento global contra a violência direcionada a pessoas negras.
Em pesquisa feita no ano de 2018 pela Pew Research Center, mais da metade dos americanos tomaram partido em algum tipo de atividade política através da redes sociais. Sendo a população negra a mais afetada positivamente pelas possibilidades oferecida pelas mídias sociais de externalizar suas opiniões políticas e de encontrar e se envolver em causas que consideram importantes. Essa mesma pesquisa ainda mostra que a maioria dos americanos acreditam que essas plataformas são cruciais para dar voz a grupos minoritários.
Segundo dados da Pesquisa Nacional por Amostra de Domicílios (PNAD) divulgada pelo IBGE em 2016, 51,6 milhões dos brasileiros conectados a internet são de jovens que cresceram com o acesso a redes sociais, dominam sua lógica de interação e vem nelas uma multiplicidade de pautas e questões nas quais podem se identificar e posteriormente se engajar de forma mais autônoma e horizontal.

### Movimentos sociais online
Graças ao acesso a tecnologias como smartphones e aplicativos como Facebook, Instagram e Youtube, qualquer pessoa tornou-se possível agente difusor de notícias, histórias e ideias. Esse poder fez surgir uma nova dinâmica reestruturada de comunicações, organizações de protestos e mobilizações, e tem sido essencial no sucesso de recentes movimentos sociais observados nos últimos anos.
Por ser fácil, barato e de pequena demanda de tempo, o crescimento do número e tamanho de movimentos organizados pela internet  tem crescido substancialmente, conectando diversos agente com interesses afins em tempo real e de forma global. 

#### Occupy Wall Street
O movimento Ocuppy Wall Street foi inicialmente arquitetado pelos editores da revista canadense anti-capitalista Adbusters, Kalle Lasn e Micah White. Em junho de 2011, a dupla enviou para a lista de email corporativa uma cópia de convocando pessoas a se organizarem em protesto na Wall Street contra a pesada influência do corporativismo na democracia americana e no crescimento das disparidades sociais causadas pelo neoliberalismo. Com a ajuda do grupo ativista Anonymous a campanha se espalhou rapidamente e angariou aderentes não só nos Estados Unidos, mas em todo o mundo. O movimento finalmente tomou a cidade de Nova Iorque em setembro de 2011 e foi capaz de aumentar sua rede de apoio substancialmente com a ajuda principalmente do Facebook. Mais de 400 páginas únicas foram criadas para a divulgação e apoio do movimento através do Estados Unidos, e pelo menos uma página em cada um dos 50 estados, que serviram de facilitador para a organização e mobilização de diversas campanhas locais.

#### Black Lives Matter
No verão de 2013 após o júri da Flórida decidir pela absolvição do vigilante George Zimmerman do crime de assassinato do jovem negro Trayvon Martin de 17 anos, a americana Alicia Garza e suas amigas Patrisse Cullors e Opal Tometi criaram a hashtag #BlackLivesMatter. O movimento somente tomou maiores proporções em agosto de 2014 com o primeiro protesto organizado em caráter nacional em Ferguson, no Missouri, contra a violência após o assassinato do jovem negro Michael Brown. Centenas de pessoas saíram as ruas em direção a Ferguson para uma demostração pacífica e desses grupos, o BML se mostrou o mais simbólico do movimento emergente.  Desde então, o movimento vem melhor se organizando e se expandindo, se encontrando no meio de vários protestos ao redor dos Estados Unidos, como a série de protestos entre 2015 e 2016 na Universidade do Missouri.

#### Love Wins
Hashtag criada pela  Human Rights Campaign, a #LoveWins se tornou símbolo da luta por igualdade civil e luta pelo casamento de pessoas LGBT. Tomou notoriedade no ano de 2015 após a Suprema Corte nacional dos Estados Unidos considerar inconstitucional a proibição pelos estados do casamento gay. Foi adotado diretamente por grandes empresas de tecnologia e mídias sociais como Snapchat, Periscope, Instagram, Facebook e até Google e Apple.

## Mídias sociais como fonte de notícias
Uma pesquisa feita pelo Pew Research Center entre julho e agosto do ano de 2018 constatou que 20% dos leitores americanos tinham como sua fonte principal de notícias as mídias sociais, contra 16% que indicavam os jornais impressos como sua fonte principal. Entre os jovens, entre idades de 18 e 29 anos, esse valor chega a 36%.
No Brasil, sete a cada dez brasileiros afirmaram usar as redes sociais como fonte de notícias numa pesquisa feita em maio do ano de 2018. A parcela de jovens que tem as redes sociais como principal fonte de notícias chega a 77%. Além disso, o Facebook surge como uma das mídias sociais que vêm tirando a hegemonia da imprensa tradicional acerca do debate político. Nas eleições presidenciais de 2018 no Brasil, apesar das páginas de veículos de imprensa terem uma quantidade maior de publicações, as páginas de direita tiveram um maior número de engajamento e compartilhamento. Dessa forma, o candidato Jair Bolsonaro, com tempo mínimo de propaganda eleitoral, pouca estrutura partidária e discurso radical, conseguiu grande visibilidade na plataforma e foi eleito Presidente da República. Assim, de acordo com Santos Júnior e Albuquerque, o Facebook tem contribuído para uma reconfiguração dos sistemas de poder no sistema midiático atual.
Outro fator apontado como relevante para eleição de Jair Bolsonaro em 2018 foi o WhatsApp. A rede social, que contava com 120 milhões de usuários no Brasil em 2017, foi utilizada durante a campanha, com destaque para o papel dos grupos de direita que tinham entre suas características:
a) um pequeno número de usuários concentrando a maior parte das postagens;
b) o uso amplo, eficiente e distribuído de notícias falsas; 
c) o uso de ações centralizadas na campanha para neutralizar danos à imagem do candidato, antecipando ações de opositores e da imprensa, como no caso da circulação do vídeo da então candidata a deputada federal Joice Hasselmann, acusando a revista Veja de receber 600 milhões de reais para destruir a reputação de Bolsonaro na reta final do primeiro turno. 
De acordo com pesquisa feita pela Mru/Matchbox no ano de 2018, 52% dos canadenses admitiram usar o Facebook e Twitter como fontes principais de notícias apesar de apenas 32% considerar essas fontes como confiáveis. O número de millennials do Canadá que utilizam as redes como fonte primária de informação chegam a 73% com uma parcela de 36% que consideram estas fontes como confiáveis. Esta pesquisa também revelou que a proliferação de fake news disseminada principalmente através das redes sociais tem comprometido a confiança dos canadenses nos meios tradicionais.

### Fake news como arma política
Segundo levantamento do Grupo de Pesquisa em Políticas Públicas para o Acesso à Informação (Gpopai), da Universidade de São Paulo, só em junho de 2018, 12 milhões de pessoas compartilharam as chamadas fake news no Brasil.Num cenário político profundamente polarizado, a criação e disseminação de notícias falsas com o intuito de deslegitimar o adversário através da mídias sociais se tornou comum. O principal impacto desse tipo de notícia é tumultuar o processo de informação sobre questões de interesse público.
Nas eleições brasileiras de 2014, houve o que Marcelo dos Santos chamou de Rede Antipetista, um agrupamento de 532 canais no Facebook que, de modos distintos, produziram conteúdo contra Dilma Rousseff e que alcançou mais de 10 milhões de seguidores durante a eleição. As postagens eram centradas em desmoralizar o partido e a então candidata à presidência, contando com perfis políticos e blogs de forma descentralizada e ambivalente (dialogando e fazendo trocas com a mídia mainstream e políticos profissionais, ao mesmo tempo que os criticava e atacava). Outro aspecto levantado por Santos se relaciona ao caráter anônimo de 85% dos canais de agentes da campanha não oficial. Segundo Shifman et al, tal anonimato favorece que esses canais tenham postura de ataque mais radicalizada, veiculando boatos, ilações e xingamentos contra os políticos.
Mais do que gerar juízo equivocado de valor, esses boatos corroboram visões de mundo e narrativas políticas já enraizadas no indivíduo. Nesse contexto, as fake news também podem ser entendidas como informações deliberadamente manipuladas para enviesar o debate político.
As eleições americanas de 2016 foi uma das primeiras vítimas notórias desse fenômeno. O compartilhamento massivo de informações falsas e de textos extremistas, sensacionalistas e conspiratórios compartilhados como notícias jornalísticas ganhou força e tiveram papel crucial nos resultados da eleição.
De acordo com a Pew Research Center, 64% dos americanos de todos os níveis educacionais, afiliações políticas e variadas características demográficas concordam que notícias falsas causam confusão sobre os fatos básicos e eventos cotidianos. Nesta mesma pesquisa ainda mostra que 39% se consideram confiantes para identificas essas notícias falsas, apesar de 23% dos americanos já terem compartilhado alguma dessas notícias.
No Brasil, um estudo da organização Avaaz mostrou que 98,21% do eleitorado do então candidato a presidência Jair Bolsonaro foram expostos a uma ou mais notícia falsa durante as eleições e 89,77% tomaram as notícias como verdadeiras. Num estudo semelhante realizado pela IDEA Big Data em 2018, 93,1% dos eleitores bolsonaristas foram expostos a noticias falsas sobre fraude nas urnas eletrônicas e 74% afirmaram acreditar nelas.
Segundo a Organização dos Estados Americanos (OEA) o fenômeno observado durante as campanhas eleitorais de 2018 no Brasil de uso massivo de fake news para manipulação de voto e enviesamento do discurso político, apesar de ter sido observado previamente em outros lugares do mundo, não teve precedente no país. 